# Eordea bicolor
Genre
Espèce
Eordea bicolor, unique représentant du genre Eordea, est une espèce d'araignées aranéomorphes de la famille des Linyphiidae.

## Distribution
Cette espèce est endémique de Sumatra en Indonésie.

## Publication originale
- Simon, 1899 : Contribution à la faune de Sumatra. Arachnides recueillis par M. J. L. Weyers, à Sumatra. (Deuxième mémoire). Annales de la Société entomologique de Belgique, vol. 43, p. 78-125 (texte intégral).